# باشگاه فوتبال کورنارد یونایتد
باشگاه فوتبال کورنارد یونایتد (به انگلیسی: Cornard United Football Club) یک باشگاه فوتبال در شهر گریت کورنارد، کشور انگلستان است که در سال ۱۹۶۴ میلادی تأسیس شده‌است.